# Topffruchtbaumgewächse
Die Topffruchtbaumgewächse oder Topffruchtgewächse (Lecythidaceae) sind eine Pflanzenfamilie der Ordnung der Heidekrautartigen (Ericales) innerhalb der Bedecktsamigen Pflanzen. Sie besitzen ein disjunktes Areal: zum einen das tropische Südamerika und zum anderen Afrika mit Madagaskar. Die wirtschaftlich bedeutendste Art dieser Familie ist der Paranussbaum (Bertholletia excelsa).

## Beschreibung und Ökologie

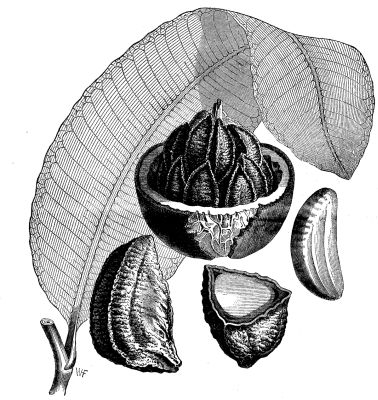
Unterfamilie Lecythidoideae: Illustration von Pflanzenteilen des Paranussbaumes (Bertholletia excelsa)

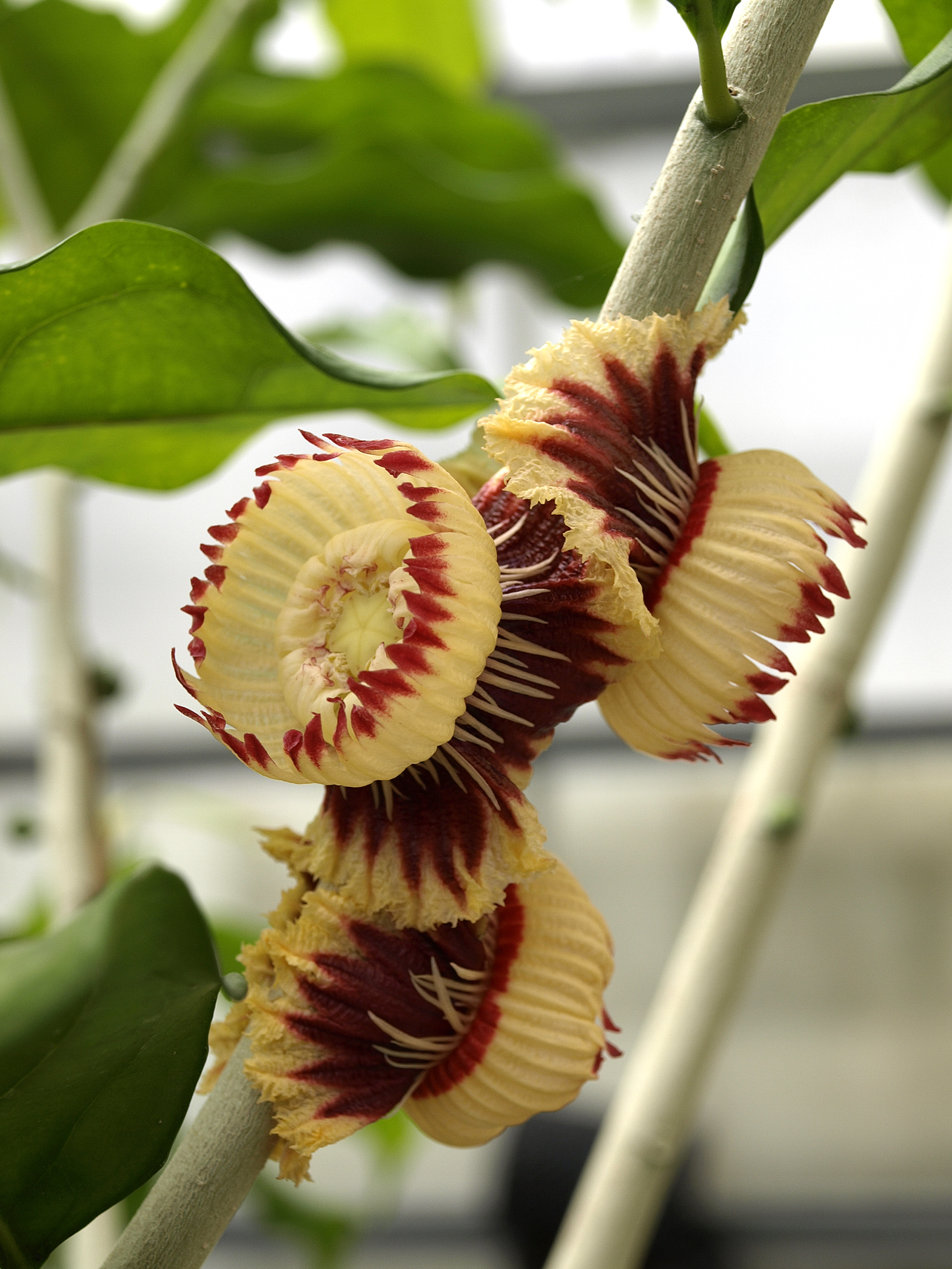
Unterfamilie Napoleonoideae: Blüten von Napoleonaea imperialis

### Vegetative Merkmale
Diese verholzenden Pflanzen wachsen meist als immergrüne Bäume oder Sträucher, selten als Lianen. Die wechselständig und spiralig an den Zweigenden konzentriert oder zweizeilig an den Zweigen verteilt angeordneten Laubblätter sind einfach und gestielt mit (gezähnt oder) glatten Blattrand. Nebenblätter sind klein oder fehlen.

### Generative Merkmale
Die meist kurzen Blütenstände können sehr verschieden gestaltig sein, oft sind sie aber traubig oder die Blüten stehen einzeln. Meist sind Hochblätter vorhanden. Die zwittrigen, oft großen, auffälligen bis sehr kleinen Blüten sind radiärsymmetrisch bis zygomorph. Es sind  meist vier bis sechs (zwei bis zwölf) dicke Kelchblätter vorhanden, die untereinander glockenförmig und mit dem Fruchtknoten verwachsen sind. Die (selten fehlenden) drei bis zehn (bis 16) Kronblätter sind meist frei. In jeder Blüte befinden sich meist viele (10 bis 1200) Staubblätter; sie sind in einigen Kreisen an ihrer Basis verwachsen. Oft sind einige Staubblätter steril. Der Diskus ist manchmal gelappt. Zwei bis acht Fruchtblätter sind zu einem halb bis vollständig unterständigen Fruchtknoten verwachsen. Jedes Fruchtknotenfach enthält ein bis viele Samenanlagen. Der Griffel endet in einer kopfigen Narbe. Die Bestäubung erfolgt durch Insekten (Entomophilie), Vögel (Ornithophilie) oder durch Fledertiere (Chiropterophilie); je nach Bestäuber ist das Androeceum radiärsymmetrisch oder zygomorph, dies stellt eine Koevolution dar.
Es werden meist holzige Kapselfrüchte, seltener Beeren gebildet, die oft noch von den Kelchblättern umgeben sind. Die Früchte enthalten oft nur einen Samen, es können aber auch einige (beispielsweise bei der Paranuss) bis viele sein. Die Samen sind meist behaart. Es ist kein Endosperm vorhanden.

### Inhaltsstoffe
Sie enthalten Flavonole und Ellagsäure.

## Systematik und Verbreitung

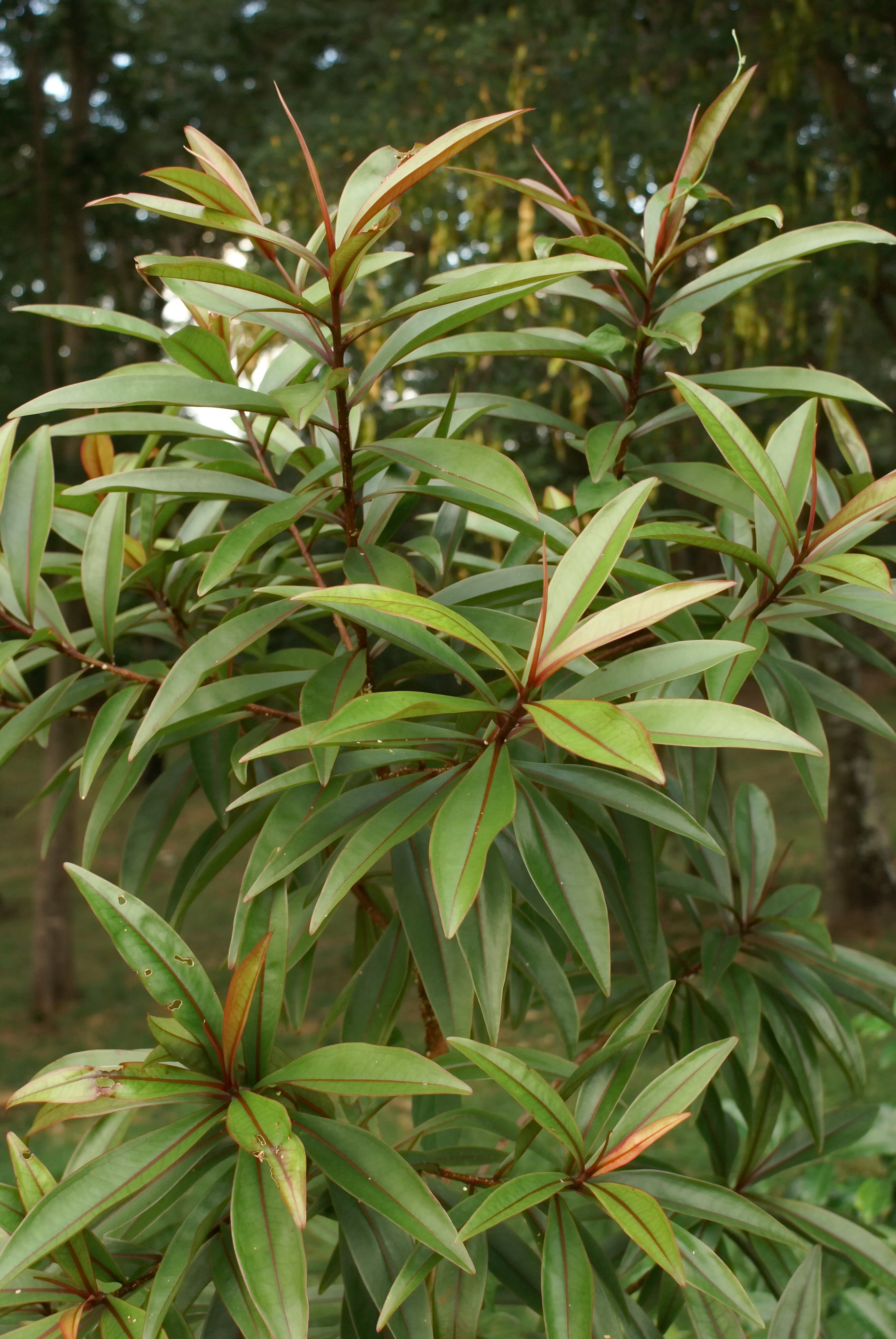
Unterfamilie Foetidioideae: Laubblätter von Foetidia mauritiana

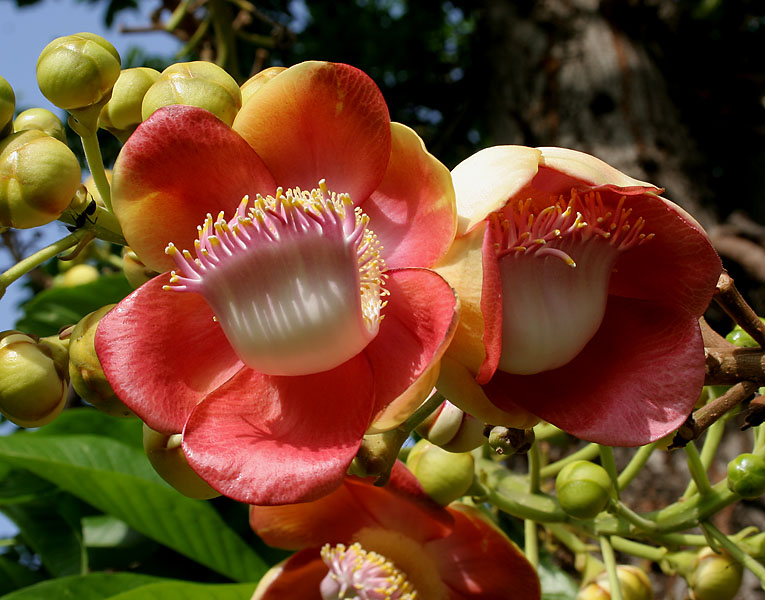
Unterfamilie Lecythidoideae: Die Blüten des Kanonenkugelbaumes (Couroupita guianensis) mit zygomorphen Androeceum

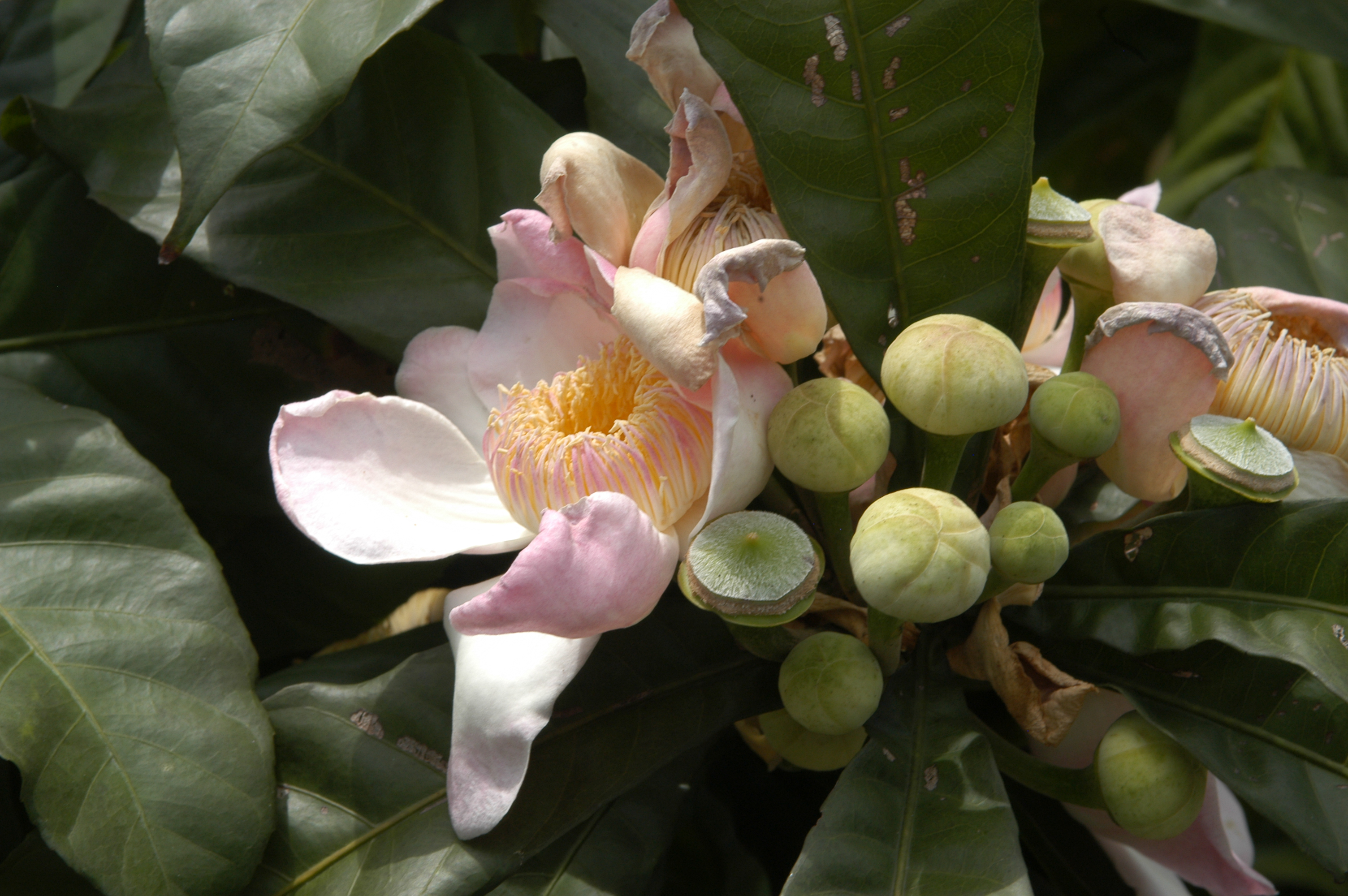
Unterfamilie Lecythidoideae: Blüten und Blütenknospen von Gustavia superba

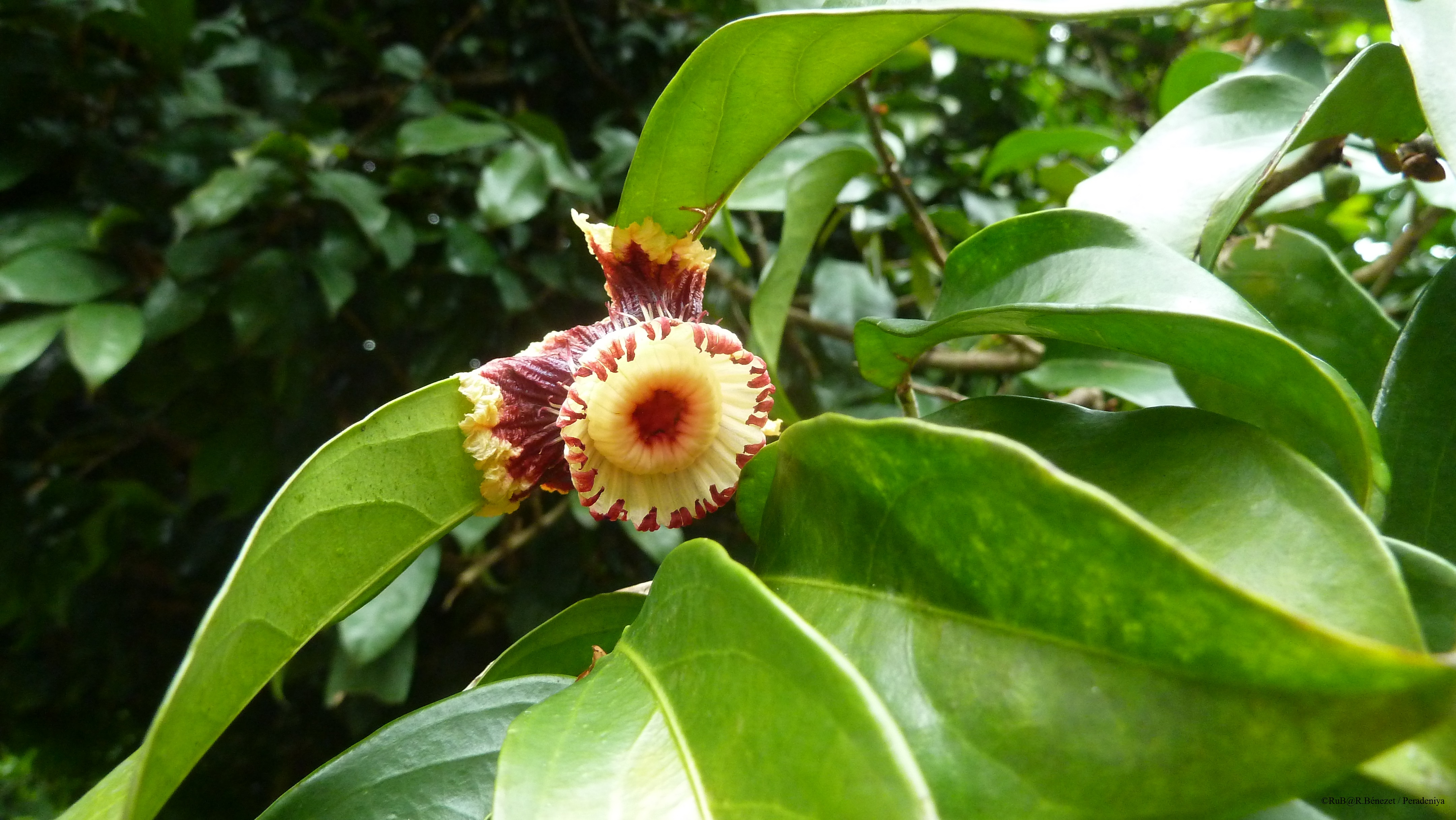
Unterfamilie Napoleonoideae: Napoleonaea imperialis

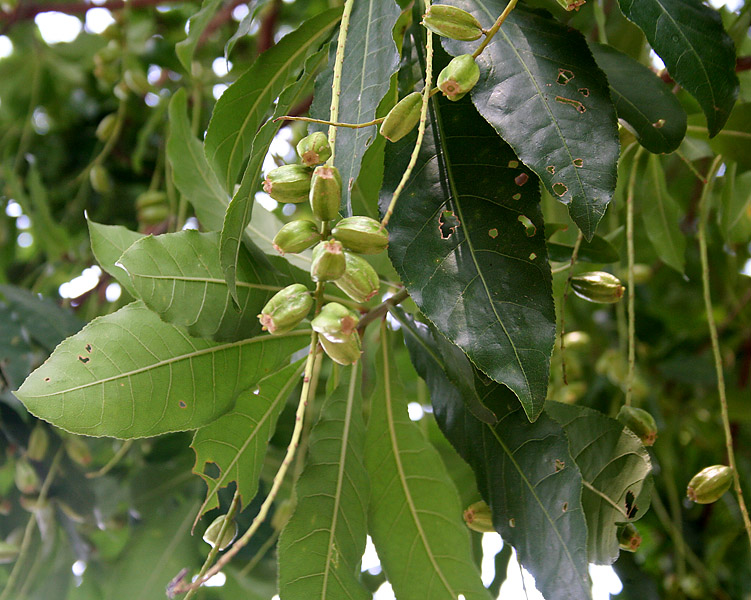
Unterfamilie Planchonioideae: Laubblätter und Früchte von Barringtonia acutangula in einem Süßwasser-Mangrovewald

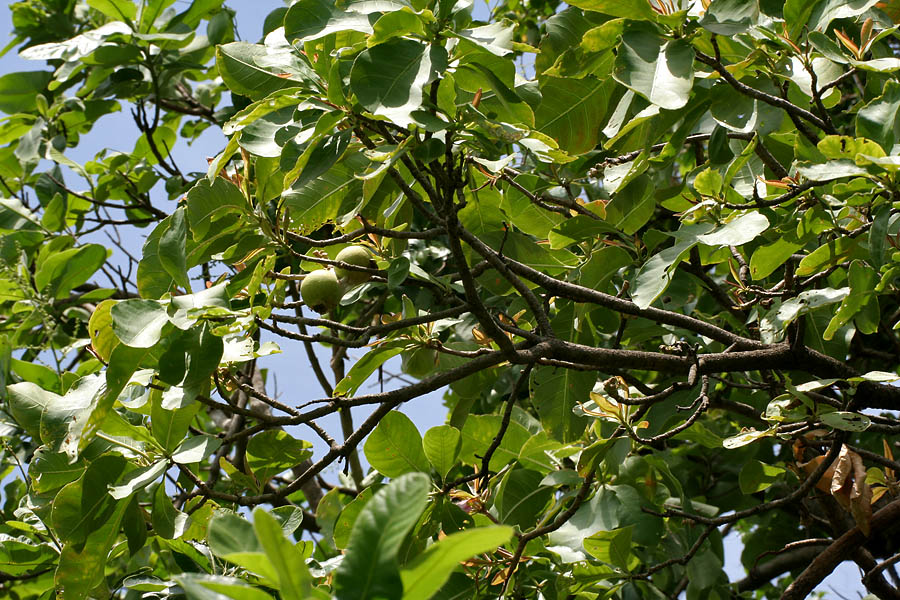
Unterfamilie Planchonioideae: Careya arborea

Der Familienname Lecythidaceae wurde 1825 von Achille Richard in Dictionnaire classique d’histoire naturelle, 9, S. 259 erstveröffentlicht. Typusgattung ist Lecythis Loefl.
Die Familie Lecythidaceae besitzt ein disjunktes Areal: zum einen das tropische Südamerika und zum anderen Afrika mit Madagaskar.
Die Familie Lecythidaceae wird in fünf Unterfamilien gegliedert und sie enthält (früher 10) in der neuen weiteren Auslegung etwa 25 Gattungen mit 250 bis 325 Arten:
- Unterfamilie Foetidioideae Engl. (Syn.: Foetidiaceae): Sie enthält nur eine Gattung:
  - Foetidia Comm. ex Lam.: Von den etwa 18 Arten kommen 14 Arten auf Madagaskar, drei Arten auf den Komoren und Maskarenen und zwei Arten in Tansania vor.[2][3]
- Unterfamilie Lecythidioideae  Beilschmied (Syn.: Lecythidaceae, Gustaviaceae): Sie enthält zehn neotropische Gattungen mit etwa 215 Arten:
  - Allantoma Miers (Syn.: Goeldinia  Huber): Die seit 2008 acht Arten sind im tropischen Südamerika weitverbreitet.[4][3]
    - Allantoma lineata (Mart. ex O.Berg) Miers

  - Bertholletia  Bonpl. (Syn.: Barthollesia  Silva Manso): Sie enthält nur eine Art:
    - Paranussbaum (Bertholletia excelsa Bonpl.)

  - Cariniana  Casar. (Syn.: Amphoricarpus  Spruce ex Miers): Diese Gattung wurde 2008 geteilt und einige Arten in die Gattung Allantoma gestellt. Die neun in der Gattung Cariniana verbleibenden Arten mit vollständig radiärsymmetrischen Blüten sind im tropischen Südamerika weitverbreitet.[3] Die acht Arten mit einem zygomorphen Androeceum werden in die vorher monotypische Gattung Allantoma gestellt.[4]
    - Cariniana legalis Mart. Kuntze: Aus dem östlichen Brasilien

  - Corythophora  R.Knuth: Die vier Arten sind im tropischen Südamerika verbreitet.[3]
  - Couratari  Aubl. (Syn.: Curatari  J.F.Gmel., Curataria  Spreng., Lecythopsis  Schrank, Pontopidana  Scop.): Die 19 Arten sind in Mittelamerika und im tropischen Südamerika weitverbreitet.[3]
  - Couroupita  Aubl.: Die drei Arten sind in Mittelamerika und im tropischen Südamerika weitverbreitet.[3]
  - Eschweilera Mart. ex DC. (Syn.: Jugastrum  Miers, Neohuberia  Ledoux): Die etwa 96 Arten sind vom südlichen Mexiko bis zum tropischen Südamerika und bis Trinidad verbreitet.[3]
  - Grias  L.: Die zwölf Arten sind von Mittelamerika bis Peru und auf Jamaika weitverbreitet.[3]
    - Grias neuberthii J.F.Macbr.: Aus Ecuador, Peru und Kolumbien.

  - Gustavia  L. (Syn.: Japarandiba Adans., Perigaria Span., Pirigara Aubl., Teichmeyeria Scop.): Die etwa 44 Arten sind in Mittelamerika und im tropischen Südamerika weitverbreitet.[3]
  - Paradiesnüsse (Lecythis Loefl.; Syn.: Holopyxidium Ducke, Bergena Adans., Cercophora Miers, Chytroma Miers, Pachylecythis Ledoux, Sapucaya R.Knuth, Strailia T.Durand): Die etwa 30 Arten sind in Mittelamerika und im tropischen Südamerika weitverbreitet.[3]

- Unterfamilie Napoleonoideae Bentham: Sie enthält zwei Gattungen mit elf Arten in Afrika[5]:
  - Crateranthus Baker f.: Die etwa vier Arten sind im südlichen Nigeria, in Kamerun, Gabun, in der demokratischen Republik Kongo und in der Republik Kongo verbreitet.[3]
  - Napoleonaea P.Beauv. (Syn.: Napoleona P.Beauv.): Die etwa 17 Arten sind vom tropischen Westafrika bis Angola verbreitet.[3]
- Unterfamilie Planchonioideae Engler (Syn.: Barringtoniaceae): Es sind sechs paläotropische Gattungen mit etwa 58 Arten in Australasien:
  - Abdulmajidia Whitmore: Die etwa zwei Arten kommen auf der Malaiischen Halbinsel vor.[5] Sie werden aber auch manchmal zur Gattung Barringtonia gestellt.[3]
  - Barringtonia J.R.Forst. & G.Forst.: Die etwa 70 Arten sind vom südlichen und östlichen Afrika bis zu den Inseln im Pazifik verbreitet.[3]
  - Careya Roxb.: Die etwa drei Arten sind von Afghanistan bis zum tropischen Asien weitverbreitet.[3]
  - Chydenanthus Miers: Hierher gehört nur eine Art:
    - Chydenanthus excelsus (Blume) Miers (Syn.: Chydenanthus dentatoserratus R.Knuth): Sie kommt vom südlichen Myanmar bis zum westlichen Neuguinea vor.[3]

  - Petersianthus Merr. (Syn.: Combretodendron A.Chev., Petersia Welw. ex Benth.): Mit zwei Arten:
    - Petersianthus macrocarpus (P.Beauv.) Liben: Sie kommt von der Elfenbeinküste bis ins nördliche Angola vor.[3]
    - Philippinischer Palisander (Petersianthus quadrialatus (Merr.) Merr.): Sie kommt auf den Philippinen vor.[3]

  - Planchonia Blume: Die etwa acht Arten sind von den Andamanen bis ins nördliche Australien verbreitet.[3]

- Unterfamilie Scytopetaloideae O.Appel (Syn.: Asteranthaceae R.Knuth nom. cons., Rhaptopetalaceae Solander, Scytopetalaceae Engl.): Die sechs Gattungen mit etwa 21 Arten sind hauptsächlich im tropischen Westafrika verbreitet und eine Art kommt im nördlichen Brasilien vor:
  - Asteranthos Desf. (Syn.: Asteranthus Spreng.): Sie enthält nur eine Art:
    - Asteranthos brasiliensis Desf.: Sie kommt vom östlichen Kolumbien bis zum südlichen Venezuela und zum nördlichen Brasilien vor.[3]

  - Brazzeia Baill. (Syn.: Erythropyxis Engl., Erytropyxis Pierre, Pseudobrazzeia Engl.): Die etwa drei Arten sind vom westlich-zentralen tropischen Afrika bis Uganda verbreitet.[3]
  - Oubanguia Baill.: Die etwa drei Arten sind vom südöstlichen Nigeria bis zum westlich-zentralen tropischen Afrika verbreitet.[3]
  - Pierrina Engl.: Sie enthält nur eine Art:
    - Pierrina zenkeri Engl.: Sie kommt im westlich-zentralen tropischen Afrika vor.[3]

  - Rhaptopetalum Oliv.: Die etwa 12 Arten sind von Westafrika bis zum westlich-zentralen tropischen Afrika verbreitet.[3]
  - Scytopetalum Pierre ex Engl.: Die etwa vier Arten sind von Westafrika bis zum westlich-zentralen tropischen Afrika verbreitet.[3]

## Weiterführende Literatur
- Y.-Y. Huang, Scott A.Mori, L. M.Kelly: A morphological cladistic analysis of Lecythidoideae with emphasis on Bertholletia, Corythophora, Eschweilera, and Lecythis. In: Brittonia, Volume 63, 2011, S. 396–417. Volltext-PDF.
- Ghillean T. Prance: Notes on the Lecythidaceae of Peninsular Malaysia. In: Blumea, Volume 55, 2010, S. 14–17. Volltext-PDF.
- M. Jebb, Ghillean T. Prance: Five new species of Barringtonia (Lecythidaceae) from Papua New Guinea. In: Blumea, Volume 56, 2011, S. 105–112.
- James L. Reveal, M. W. Chase: APG III. Bibliographic information and synonymy of Magnoliidae. In: Phytotaxa, Volume 19, 2011, S. 71–134. Volltext-PDF.
- Ghillean T. Prance: A revision of Barringtonia (Lecythidaceae). In: Allertonia, HI 12, 2012, S. 1–161. Volltext-PDF.
- Ghillean T. Prance: Lecythidaceae. In: Flora of Peninsular Malaysis, Volume 3, 2012, S. 173–355. Volltext-PDF.
- H. A. Ariyawansa, Sajeewa S. N. Maharachchikumbura, S. C. Karunarathne, Ekachai Chukeatirote, Ali H. Bahkali, Ji-Chuan Kang, J. D. Bhat, Kevin D. Hyde: Denquelata barringtoniae gen. et sp. nov., associated with leaf spots of Barringtonia asiatica. In: Phytotaxa, Volume 105, 2013, S. 11–20.
- Scott A. Mori, Xavier Cornejo: Two new species (Gustavia johnclarkii and G. hubbardiorum) and other contributions to the systematics of Gustavia (Lecythidaceae). In: Brittonia, Volume 65, 2013. Volltext-PDF.
- Ghillean T. Prance, E. K. Kartawinata: Lecythidaceae. In: Flora Malesiana: Series I : Spermatophyta, Volume 21, 2013, S. 1–118. Volltext-PDF.

- Karte mit allen verlinkten Seiten:
- OSM |
- WikiMap